# 白久駅

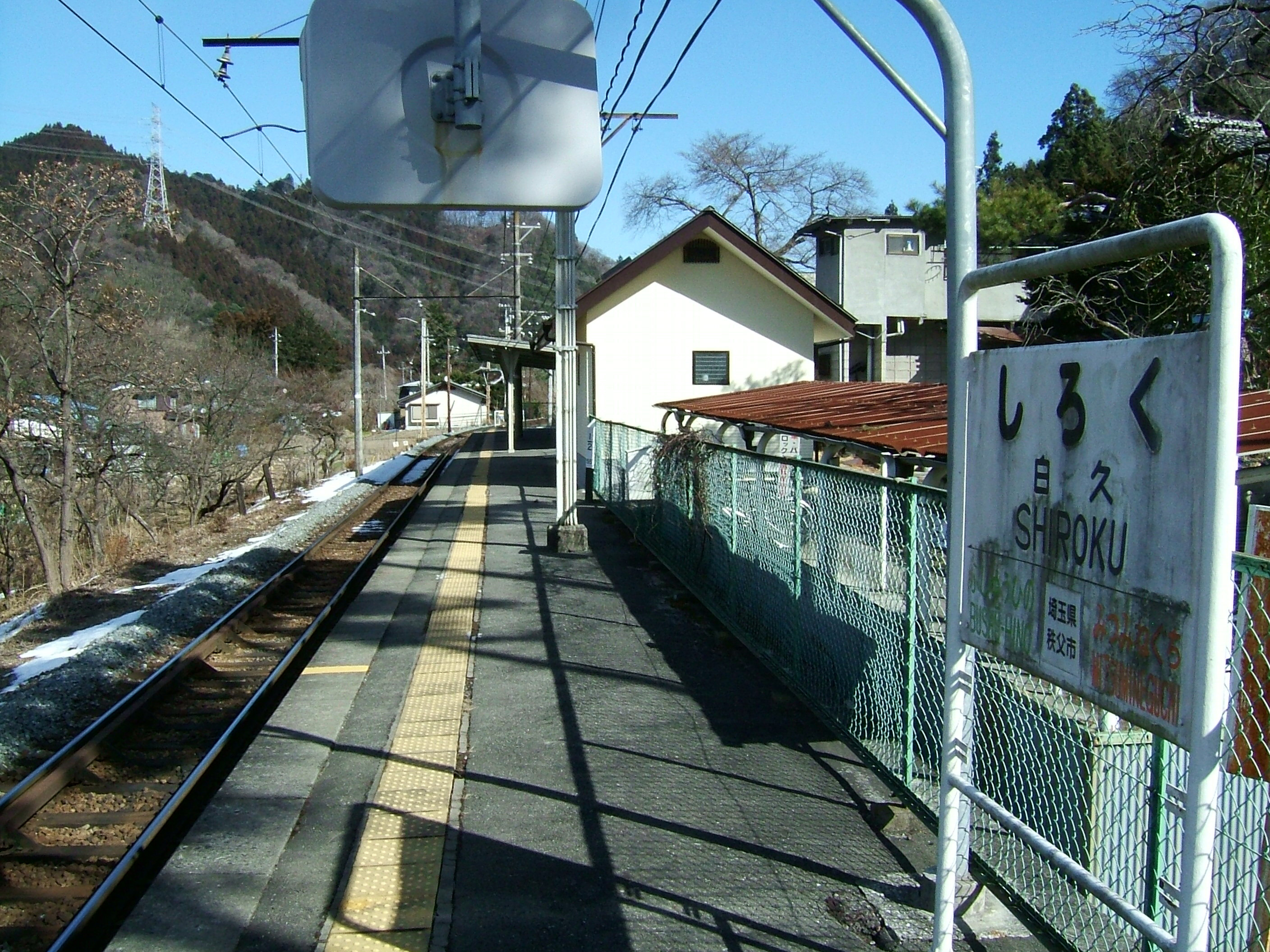
ホーム（2008年2月）

白久駅（しろくえき）は、埼玉県秩父市荒川白久字原にある秩父鉄道秩父本線の駅である。駅番号はCR36。

## 歴史
- 1930年（昭和5年）3月15日：開業。
- 2022年（令和4年）3月12日：ICカード「PASMO」の利用が可能となる[1]。同時に無人化[1]。

## 駅構造
単式ホーム1面1線を有する地上駅。無人駅である。簡易PASMO改札機設置駅。
無人化以前は業務委託駅（管理駅:三峰口駅）であり、駅係員勤務時間は平日の月・水・金曜日は7:50 - 16:50、平日の火・木曜日は終日無人、土休日は8:30 - 17:00となっていた。
トイレは改札内にあり、多目的トイレ併設の水洗式便所。

## 利用状況
- 2019年度の1日平均乗車人員は54人である。秩父鉄道秩父本線の全駅の中で1日平均の乗車人数が最も少ない駅である。
- 1989年2月まで、駅前には秩父スケートセンター（秩父鉄道が運営[2]）が存在したが現在は閉鎖され更地となっている。

| 年度               | 乗車人員 （1日平均） |
| ------------------ | -------------------- |
| 2009年（平成21年） | 88                   |
| 2010年（平成22年） | 83                   |
| 2011年（平成23年） | 82                   |
| 2012年（平成24年） | 81                   |
| 2013年（平成25年） | 78                   |
| 2014年（平成26年） | 95                   |
| 2015年（平成27年） | 74                   |
| 2016年（平成28年） | 73                   |
| 2017年（平成29年） | 61                   |
| 2018年（平成30年） | 59                   |
| 2019年（令和元年） | 54                   |

## 駅周辺
- 荒川
  - 平和橋
- 国道140号
- 白久温泉
- 月ヶ峯キャンプ場
- 法雲寺（秩父札所第30番）

## 隣の駅
秩父鉄道
■秩父本線
□SLパレオエクスプレス・■急行「秩父路」（土休日のみ運転）
通過
□各駅停車
武州日野駅 (CR35) - 白久駅 (CR36) - 三峰口駅 (CR37)